# Allemandsretten
 Der er for få eller ingen kildehenvisninger i denne artikel, hvilket er et problem. Du kan hjælpe ved at angive troværdige kilder til de påstande, som fremføres i artiklen.

Allemandsretten i Norge, Sverige og Finland blev lovfæstet omkring midten af det 20. århundrede, og giver befolkningen ret til at færdes og overnatte næsten overalt i de respektive landes natur, men forpligter dem også til at være varsom mod naturen, at vise hensyn til mennesker og dyr og at respektere andres ejendom. Overnatning skal ske mindst 150 meter fra privat bebyggelse. I 1800-tallet blev den danske befolknings frie adgang til mange naturområder afskaffet.
Siden 2004 er det tilladt at slå sit telt op uden for registrerede lejrpladser i flere statsskove i Jylland og på Fyn. Naturfredningsloven fra 1917 sikrer offentligheden fri adgang langs stranden.